# Butt-ugly Martians
Butt-Ugly Martians – Potthässlich und vom Mars (engl.: Butt-Ugly Martians; wörtlich übersetzt: Potthässliche bzw. Arschhässliche Marsianer) ist eine computeranimierte Fernsehserie, die zwischen 2001 und 2002 auf Nickelodeon und ab Sommer 2001 als Deutschsprachige Erstausstrahlung auf Super RTL ausgestrahlt wurde. Die Fernsehserie hat 26 Folgen in einer Staffel.  Es gibt auch ein Videospiel für GameCube und PlayStation 2, das auf der Serie basiert und den Namen Butt-Ugly Martians:Zoom or Doom trägt.

## Handlung
Die Butt-ugly Martians (B.U.M.) sind gezwungen, Planeten für den bösen Imperator Bog zu erobern. Als sie auf die Erde geschickt werden, entdecken sie Comichefte, Hamburger, Videospiele und Musikvideos und werden süchtig nach der amerikanischen Kultur. Sie entscheiden sich so zu tun, also ob sie den Planeten für Bog besetzen, tun es aber nicht. Mike, Cedric und Angela sind ihren neuen Freunde auf der Erde. Die hässlichen Marsmenschen werden auch weiterhin auf der Erde bleiben, solange sie Imperator Bog nicht findet.

## Figuren

### B.U.M.
- Bi-Bop A-Luna – Kommandant Bi-Bop A-Luna ist der Diplomat und Anführer der potthässlichen Marsmenschen. Er trägt eine gelbe Uniform.
- Tu-Ti Fru-Ti ist der Mechaniker der Crew.
- Do-Wah Diddy ist der Spaßvogel der Marsmenschen. Do-Wah hat einen riesigen Appetit und liebt Milchshakes, Hamburger, Junk-Food und alle anderen ungesunde Lebensmittel. Es überrascht nicht, dass Do-Wah der korpulenteste der Marsmenschen ist.
- Shaboom Shaboom ist eine Geheimagentin vom Mars.

### Menschen
- Mike Ellis, ein rothaariger, grünäugiger 13-jähriger Junge, ist der inoffizielle Anführer der menschlichen Freunde der Marsmenschen. Als typischer Teenager liebt Mike Fernsehen, Junk Food und die neueste Pop-Musik.
- Angela Young ist besonnen und klug.
- Cedric ist ein 12-jähriger Junge, der eine Klasse übersprungen hatte. Cedric trägt eine Brille und hackt gerne am Computer.
- Stoat Muldoon ist ein übereifriger Alienjäger, der die Marsmenschen auf der Erde entdeckt. Er spürt sie mehrmals auf, aber die Marsmenschen überlisten ihn und löschen sein Gedächtnis. Er hat eine unterirdische Basis in der Mitte der Wüste, von wo aus er seine Fernseh-Show sendet und paranormale Aktivitäten beobachtet.

### Feinde
- Imperator Bog, der böse, aber törichte Herrscher der Marsbevölkerung, wird oft von den potthässlichen Marsmenschen mit gefälschten Fortschrittsberichte zum Narren gehalten. Er hat wenig Toleranz für Unvollkommenheit, seine Idee der Vollkommenheit entspricht dem, was er wünscht. Er ist oft eher ein weinerlicher, verzogener Kindskopf. Als die Show voranschreitet, wird Bog misstrauischer gegenüber seinen Untertanen. Er ist unglaublich faul, sodass er nicht einmal seiner eigenen Nasenhaare zupft, aber aus irgendeinem Grund hat er stark hervortretende Bauch- und Brustmuskeln.
- Dr. Damage ist Bogs intelligente Rechte Hand. Er vermutet, dass die potthässlichen Marsmenschen etwas vorhaben. Damage entwickelt viele Instrumente, Maschinen und mutierten Kreaturen, um die Erde zu erobern, aber diese werden in der Regel von den potthässlichen Marsianern zerstört, sodass kaum Schäden entstehen. Er beleidigt Bog ständig hinter seinem Rücken, obwohl ihm Bog in der Regel zuhört, und so muss er immer ein Kompliment machen, das in etwa wie das klingt, was er sagte. Er hat auch bei einigen Gelegenheiten versucht, Imperator Bog als Marsimperator zu stürzen. Doch Imperator Bog fand es heraus und bestrafte ihn, indem er ihn jedes Schiff auf der Basis  waschen und wachsen lässt.
- Jax, der Eroberer ist ein Kriegsherr, der Marsmenschen verachtet. Er fliegt ein Schiff namens Doom Jax, das unempfindlich gegen Marswaffen ist. Er wurde in der Fernsehserie drei Mal vernichtet, aber schafft es immer wieder zurückzukommen.
- Humanga ist ein riesiger Alienbösewicht, der der einzige Spieler aus einem Alien-Spiel namens Toget ist. Humanga hat so viele Spiele der Butt-Uglies gewonnen.
- Infi-Knight ist ein vierarmiger Roboterkrieger, der von Dr. Damage kreiert wurde, um die Erdinvasion zu beschleunigen. Er ist wahrscheinlich der mächtigste Feind der potthässlichen Marsianer.
- Koo Foo ist das letzte überlebende Mitglied einer außerirdischen Rasse. Seine Rasse war eine böse Art, die vor 2000 Jahre versucht hatte, das ganze Universum und die Erde zu erobern, bevor sie auf geheimnisvolle Weise verschwand.
- Gorgon ist ein feuerspeiender eidechsenartigen Außerirdischer. Er hat die Fähigkeit, sich in andere zu verwandeln und besitzt einen schrecklichen Geruch. Er spricht mit einem Zischen.
- Klaktor – Ein Reconabot (Kunstwort für „Aufklärungs-Roboter“), den die potthässlichen Marsianer in der ersten Episode besiegten, obwohl er später wieder in der Reihe erscheint. Seine Action-Figur ist mit auswerfbaren Armen ausgestattet.

## Produktion und Veröffentlichung
Die Serie wurde unter der Regie von Victor Dal Chele und Josh Prikryl bei DCDC, Mike Young Productions und Nasty Wolf Media Group LLC produziert. Verantwortlicher Produzent war David Garber und für den Schnitt war Edward Lee zuständig. Die Musik der 26 Folgen komponierte Michael Tavera. 
Die Erstausstrahlung der computeranimierte Serie fand vom 1. Januar 2001 bis 21. Februar 2002 bei Nickelodeon in den USA statt. Weitere Ausstrahlungen gab es bei Teletoon in Kanada und CITV in Großbritannien. Super RTL sendete die deutsche Fassung der Serie erstmals vom 27. August bis 1. Oktober 2001.

## Synchronisation
| Rolle           | Englische Sprecher | Deutsche Sprecher |
| --------------- | ------------------ | ----------------- |
| Bi-Bop A-Luna   | Scott Ward         |                   |
| Tu-Ti Fru-Ti    | Rob Paulsen        |                   |
| Do-Wah Diddy    | Jess Harnell       | Wolfgang Kühne    |
| Shaboom Shaboom | Kath Soucie        | Traudel Haas      |
| Mike Ellis      | Rob Paulsen        |                   |
| Angela Young    | Kath Soucie        |                   |
| Cedric          | Ogie Banks         |                   |
| Stoat Muldoon   | Robert Stack       |                   |
| Imperator Bog   | S. Scott Bullock   | Uwe Büschken      |
| Dr. Damage      | S. Scott Bullock   | Lothar Blumhagen  |